# Timoteo Salofaciolo
Timoteo III, noto anche con lo pseudonimo di Salofaciolo (... – 481), è stato patriarca di Alessandria d'Egitto effettivo per due volte: dal 460 al 475 e dal 477 al 481.
Non è riconosciuto come papa dalla Chiesa copta che enumera Timoteo IV come Timoteo III.

## Biografia
Nel 460 l'imperatore romano d'oriente Leone I il Trace espulse il patriarca miafisita Timoteo II detto Eluro da Alessandria d'Egitto ed elesse Timoteo Salofaciolo. 
Nel 475 una rivolta popolare provocò il ritorno di Timoteo Eluro con la conseguente deposizione del Salofaciolo dal trono patriarcale. Morto Eluro nel 477 gli successe Pietro Mongo, che fu però espulso dalla città nel 480 dall'imperatore romano d'oriente Zenone che provvide a ristabilire sul trono patriarcale il Salofaciolo, trono che mantenne fino alla sua morte nel 481.
La Chiesa ortodossa, comunque, non tiene conto delle interruzione del suo regno e considera la durata di più di 20 anni.